# Lani Wittevrongel
Lani Wittevrongel (* 12. Juli 2004 in Brügge) ist eine belgische Radsportlerin, die Rennen auf Straße und Bahnradsport bestreitet.

## Sportlicher Werdegang
Lani Wittevrongel entstammt einer Radsportfamilie; so ist ihr Großvater seit über 40 Jahren als Radsport-Kommissär tätig. Ihre eigene sportliche Laufbahn begann zunächst mit Fußball und Leichtathletik. Im Alter von 16 Jahren wechselte sie an die Topsportschool in Gent, wo sie auch erstmals auf der Bahn fuhr. Zuvor hatte sie vornehmlich Cyclocrossrennen bestritten.
2021 wurde Wittevrongel Dritter im Straßenrennen der Juniorinnen bei der nationalen Meisterschaft. 2022 belegte sie, die mit 1,52 Körpergröße in der Regel die Kleinste im Starterfeld ist, bei den belgischen Bahnmeisterschaften im Omnium Platz zwei, wie auch im Jahr darauf. Ebenfalls 2022 wurde sie Junioren-Europameisterin im Scratch. 2024 errang sie in derselben Disziplin bei den Bahneuropameisterschaften der Elite die Silbermedaille. Für die Olympischen Spiele 2024 in Paris war sie als Reserve für das Zweier-Mannschaftsfahren gemeldet, kam aber nicht zum Einsatz.
Für 2025 erhielt Lani Wittevrongel einen Vertrag beim UCI Women’s Continental Team Lotto Ladies.

## Erfolge

### Bahn
2022
- Junioren-Europameisterin – Scratch

2024
- Europameisterschaft – Scratch

2024/25
- Belgische Meisterin – Ausscheidungsfahren, Omnium, Zweier-Mannschaftsfahren (mit Katrijn De Clercq)
- Junioren-Europameisterschaft – Mannschaftsverfolgung (mit Hélène Hesters, Luca Vierstraete und Marith Vanhove)